# Luis Alberto Muñoz
Luis Alberto Muñoz Díaz (Lima, Perú, 28 de agosto de 1950) era un oficial militar peruano en retiro que ostenta el grado de general de División y ocupó el puesto de comandante general del Ejército del Perú entre el 5 de diciembre de 2004 y el 5 de diciembre de 2005. Muñoz Díaz tiene un esposa, Eliana Sáenz.

## Biografía
Está casado con Eliana Sáenz, y tiene 5 hijos, también tiene 6 nietos. 
Luis antes vivía en Monterey, California para ir al Escuela Naval de Posgrado. Des pues, se mudó a Lima, donde reside actualmente.

## Desarrollo profesional
Luis Muñoz siguió la carrera militar, en el arma de ingeniería, ingresando a la Escuela Militar de Chorrillos, en la ciudad de Lima. Inició su carrera militar como Comandante Sección del Batallón de Construcción N.º 3, en la Guarnición La Merced de la Segunda Región Militar, hoy Región Militar del Centro.
Durante su carrera militar siguió los cursos de:

### Cursos nacionales
- Paracaidismo Básico
- Curso Complementario de Ingeniería
- Curso Básico de Blindados
- Curso de Ingenieros Anfibios
- Curso Básico de Ingeniería
- Crocyte (Ingeniería Electrónica)
- Curso de Inspectoría
- Curso de Defensa Nacional en el CAEN.

### Cursos internacionales
- Estudio de Post Grado de "Ingeniería Electrónica en la Escuela Naval de Monterrey - California EEUUA en  1983.
- Magíster en Ciencias Ingeniería Electrónica. English - Departamento de Defensa - EE. UU..

## Puestos y servicios prestados
El General Muñoz prestó servicios en las ciudades de Huancayo, Puno, Tarapoto, Iquitos, Ayacucho y Arequipa. 
Los principales puestos que desempeñó fueron:
- Comandante general del Comando de Personal del Ejército.
- Inspector general del Ejército (2003).
- Jefe de Estado Mayor del Ejército.
- Comandante general de la Región Militar del Centro
- Comandante general del Ejército

## Premios y condecoraciones
- Cruz Peruana al Mérito Militar en el Grado de Caballero
- Cruz Peruana al Mérito Militar en el Grado de Oficial
- Medalla Académica en el Grado al Mérito
- Cruz Peruana al Mérito Militar en el Grado de Comendador
- Cruz Peruana al Mérito Militar en el Grado de Gran Oficial